# Leyme

Leyme este o comună în departamentul Lot din sudul Franței. În 2009 avea o populație de 975 de locuitori.

## Evoluția populației
| An        | 1975  | 1982  | 1990  | 1999 | 2006 | 2009 |
| --------- | ----- | ----- | ----- | ---- | ---- | ---- |
| Populație | 1.706 | 1.665 | 1.489 | 943  | 997  | 975  |